# Plantago mauritanica
Plantago mauritanica är en grobladsväxtart som beskrevs av Pierre Edmond Boissier och Reuter. Plantago mauritanica ingår i släktet kämpar, och familjen grobladsväxter. Inga underarter finns listade i Catalogue of Life.